# Manouria
Manouria är ett släkte av sköldpaddor som ingår i familjen landsköldpaddor.
Nu levande arter enligt Catalogue of Life och The Reptile Databas:
- Manouria emys
- Manouria impressa

Dessutom är minst en utdöd art känd.
- Manouria sondaari[3]